# Papado renascentista

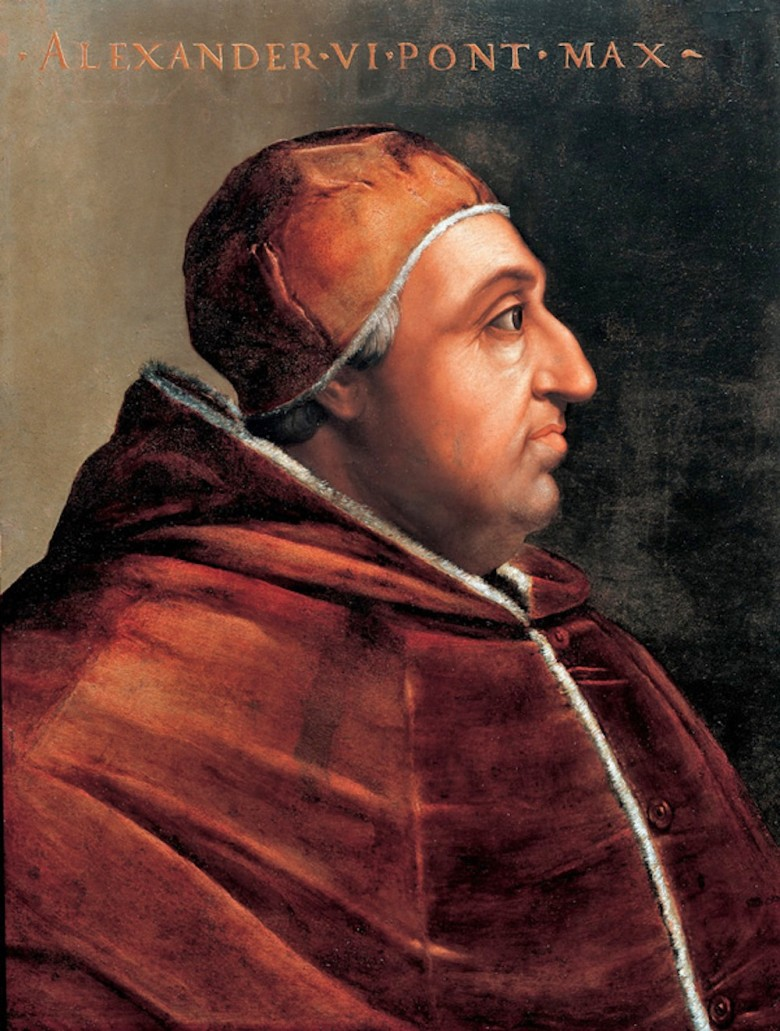
Papa Alexandre VI (1492-1503), o mais famoso papa do período renascentista, e um dos mais famosos da história do papado, conhecido por sua corrupção.

O Papado do Renascimento foi um período da história papal entre o Grande Cisma do Ocidente e a Reforma Protestante. A partir da eleição do Papa Martinho V pelo Concílio de Constança em 1417 até a Reforma, o cristianismo ocidental esteve amplamente livre de cismas, bem como significativas disputas de reclamantes papais. Embora houvesse divisões importantes sobre o sentido da religião, estas foram resolvidas através de procedimentos então constantes do conclave papal.
Os papas deste período eram um reflexo do Colégio dos Cardeais, que os elegeram, muitos membros do Colégio eram cardeais-sobrinhos (parentes dos papas que os elevavam), cardeais da coroa (representantes das monarquias católicas da Europa), e membros de influentes famílias italianas. Houve dois papas da Casa dos Borgia, Casa dos della Rovere, e da Casa dos Médici durante este período. Os papas patrocinaram a Renascença Italiana, incentivando artistas e intelectuais, tornando-se importantes mecenas, tais como Júlio II e Leão X, que contrataram artistas como Bramante, Bernini, Rafael e Michelangelo, transformando a cidade de Roma num dos principais centros renascentistas, juntamente com Florença.
Os Estados Pontifícios começaram a se assemelhar a um moderno Estado-nação durante este período, o papado teve um papel cada vez mais ativo nas guerras européias e na diplomacia, e muitas vezes os Papas foram chamados para arbitrar disputas entre potências coloniais que competiam. Na medida em que este período é relevante para o dogma católico moderno, é na área da supremacia papal. Nenhum desses papas foram canonizados como santo, ou mesmo considerados Beatos ou Veneráveis.

## Visão geral
Embora as características do papado renascentista desenvolveram antes do final do Grande Cisma do Ocidente e, em certa medida continuaram na Reforma, o período de 1417-1534, é uma aproximação grosseira utilizada por estudiosos como provável data para caracterizar este período. Houve 14 papas nessa época.

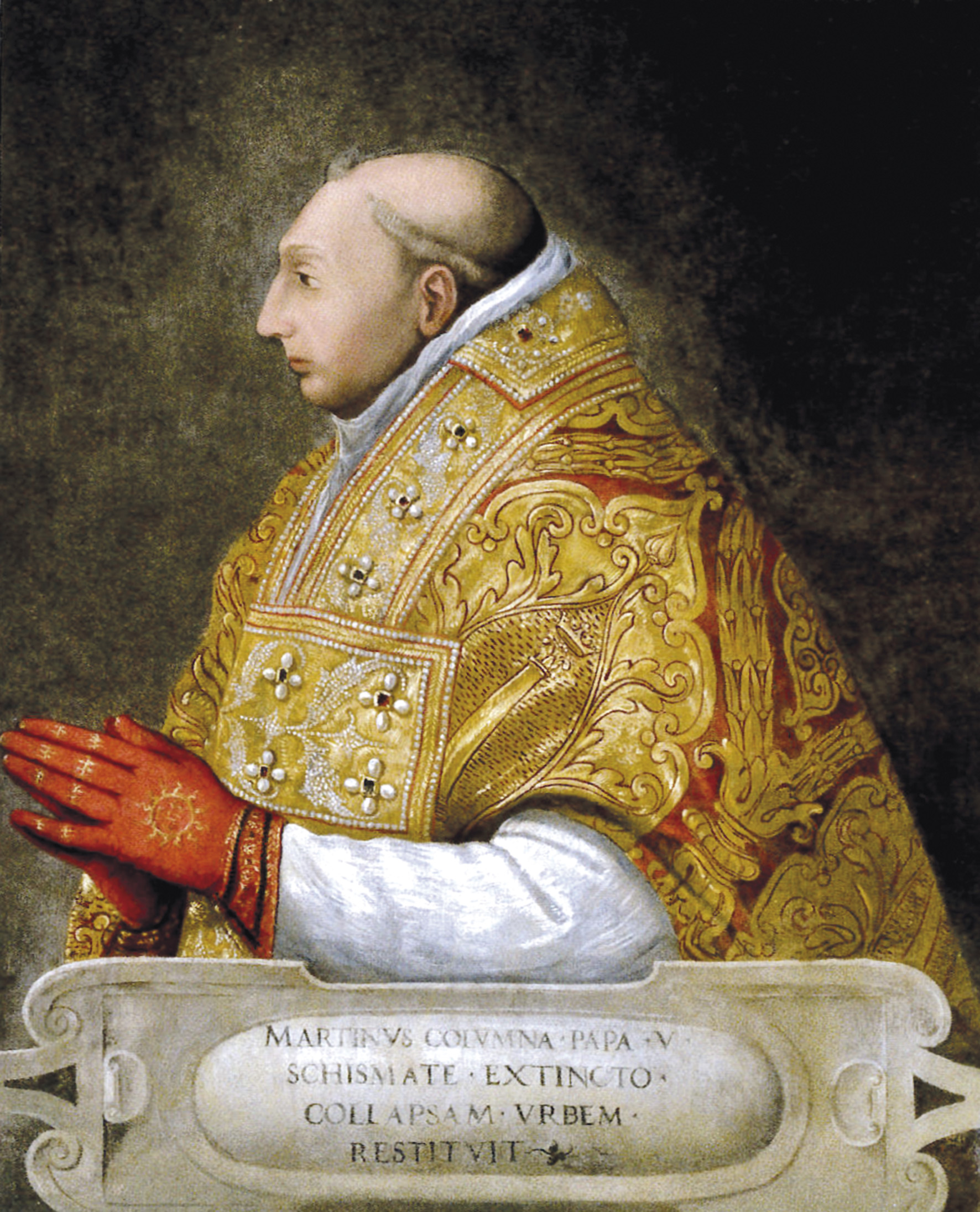
Papa Martinho V (1417-1431)
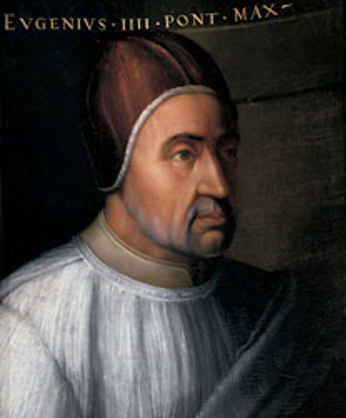
Papa Eugênio IV (1431-1447)
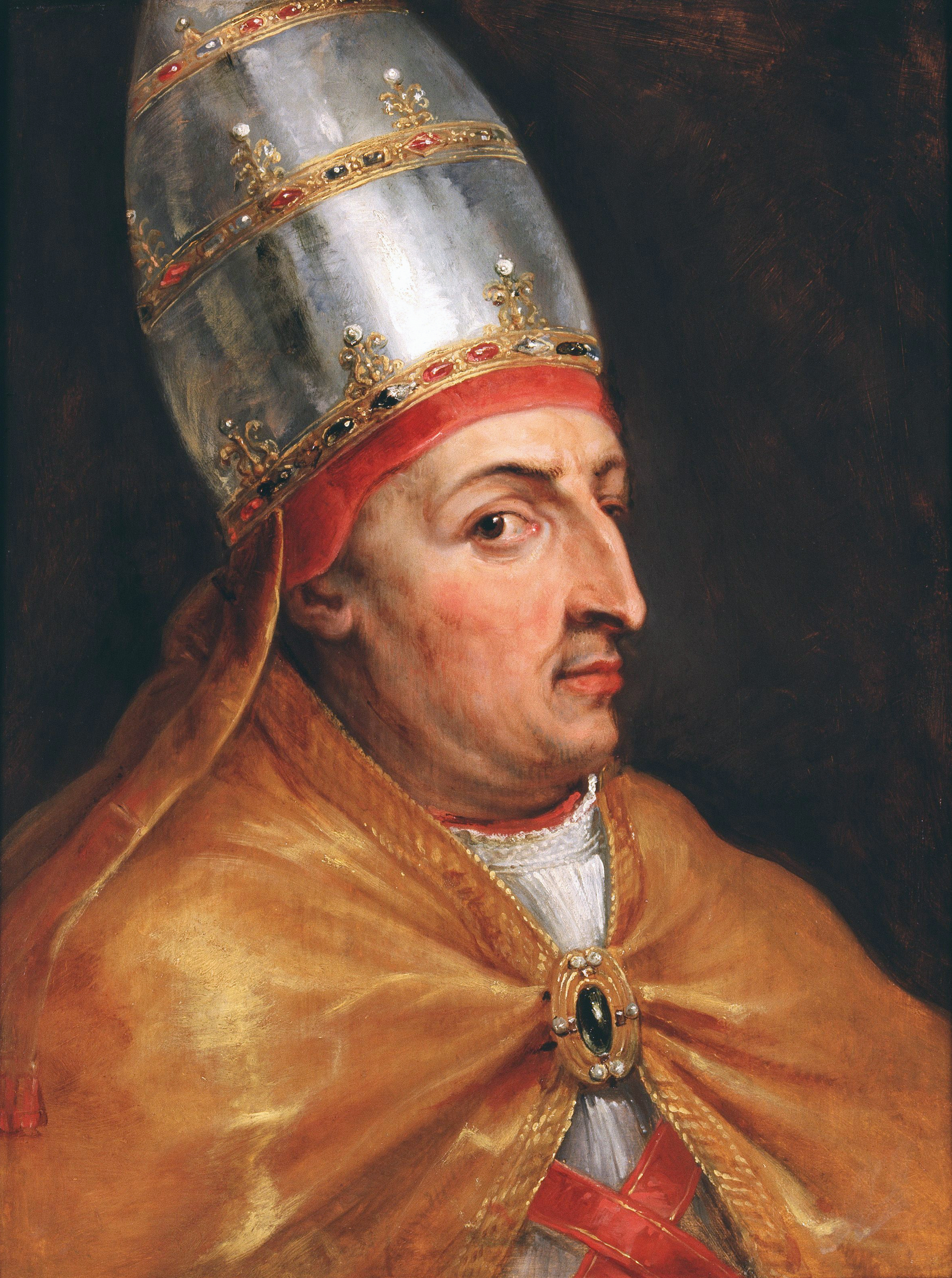
Papa Nicolau V (1447-1455)
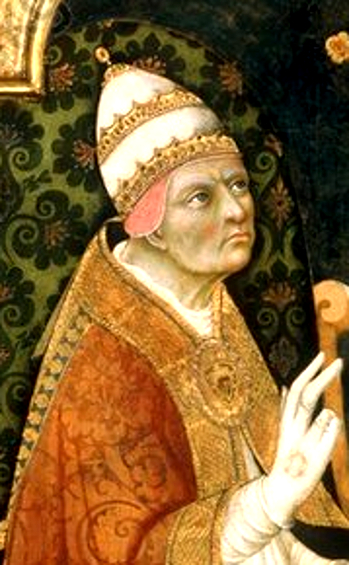
Papa Calisto III (1455-1458)
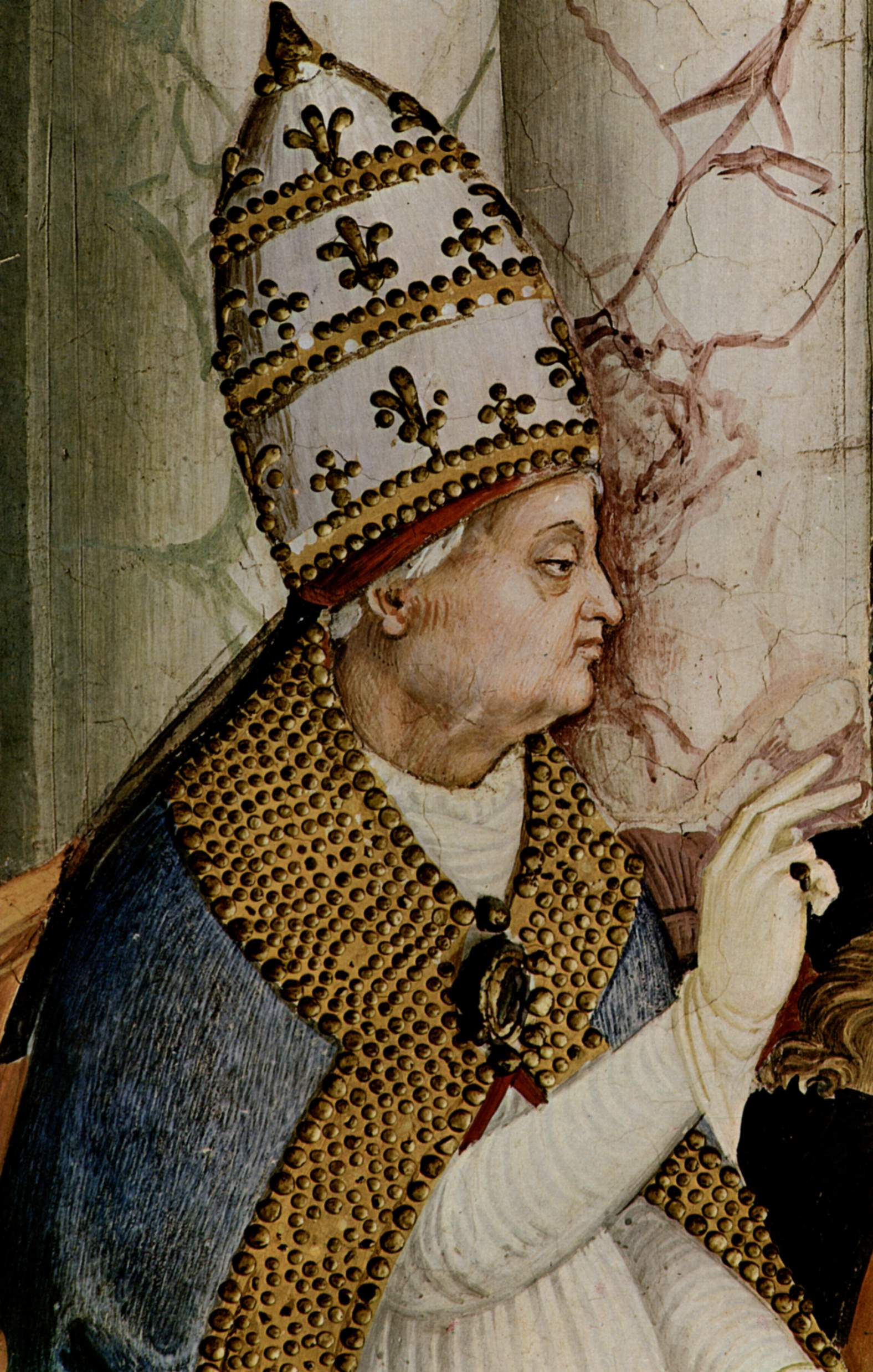
Papa Pio II (1458-1464)
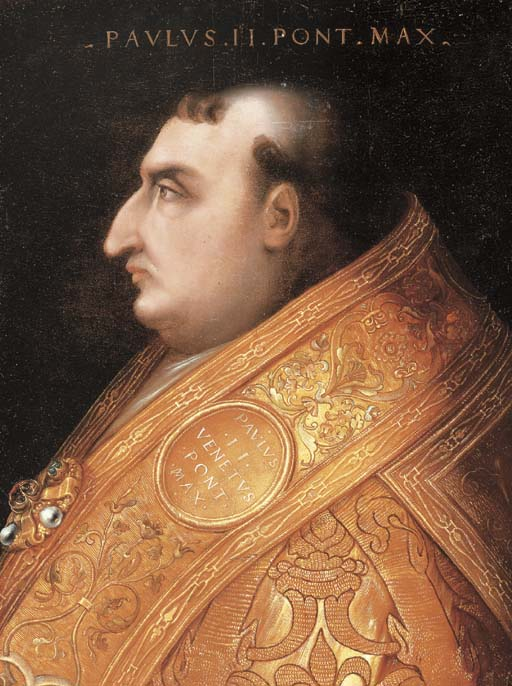
Papa Paulo II (1464-1471)
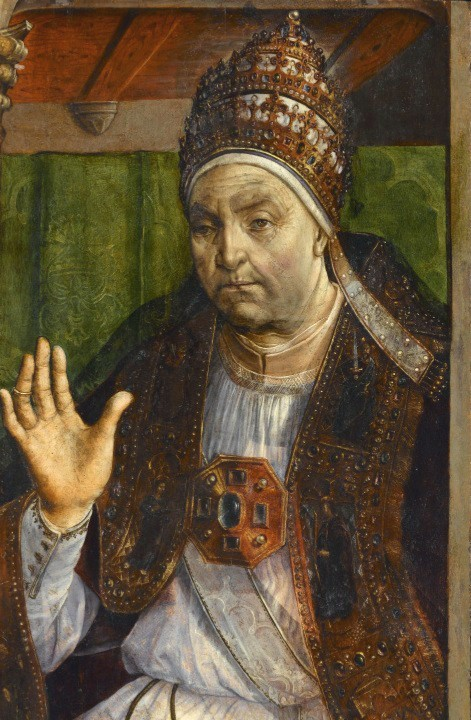
Papa Sisto IV (1471-1484)
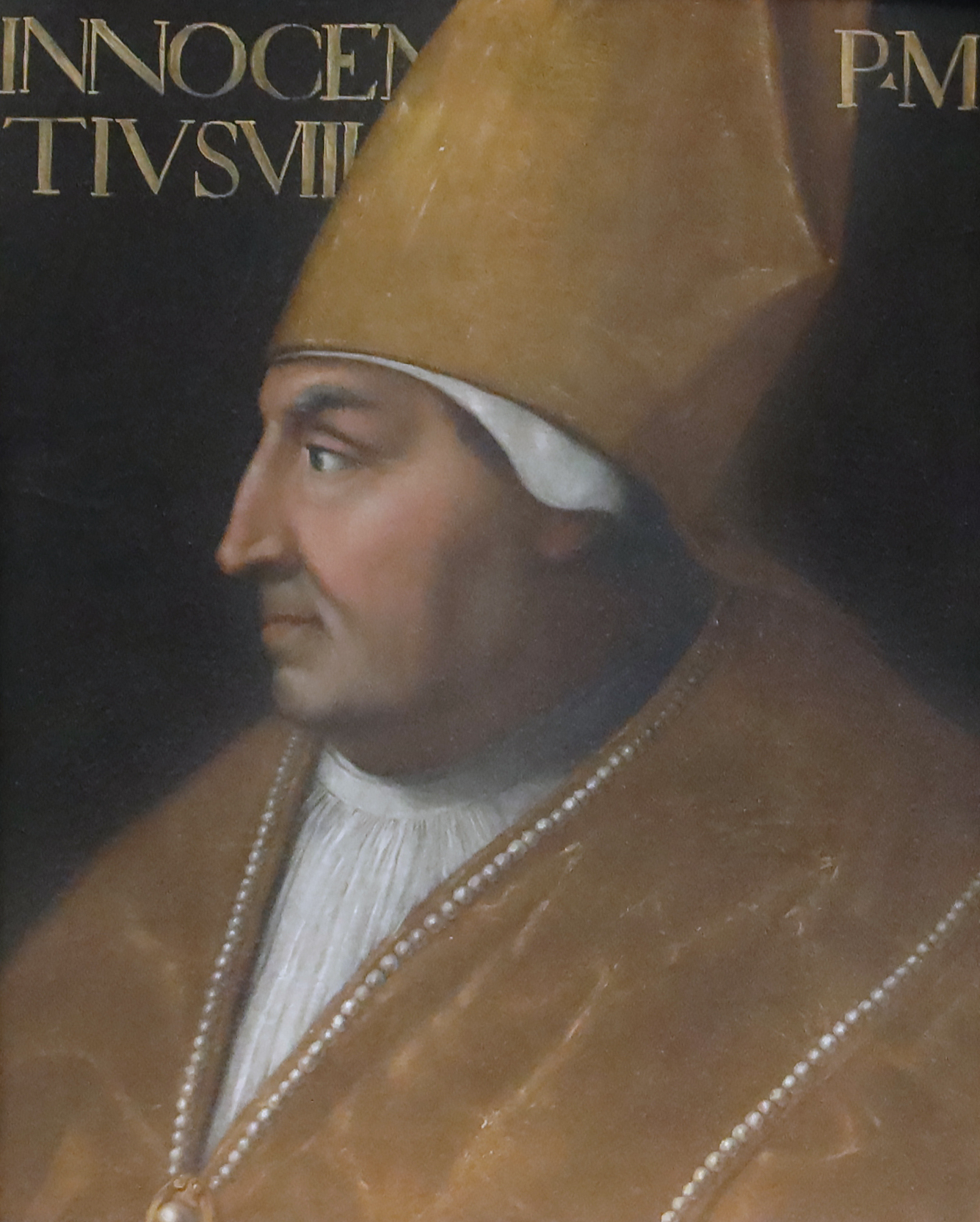
Papa Inocêncio VIII (1484-1492)
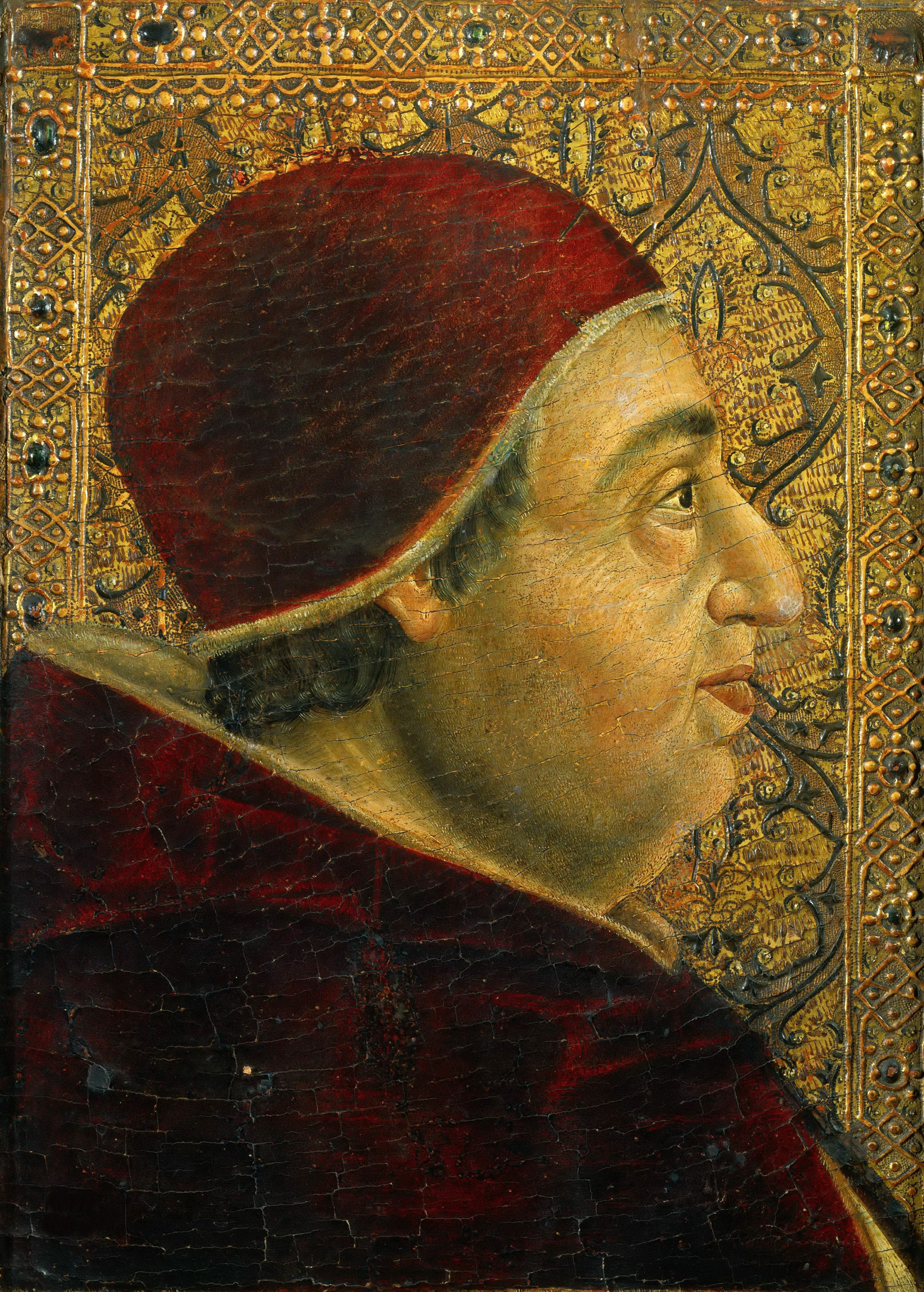
Papa Alexandre VI (1492-1503)
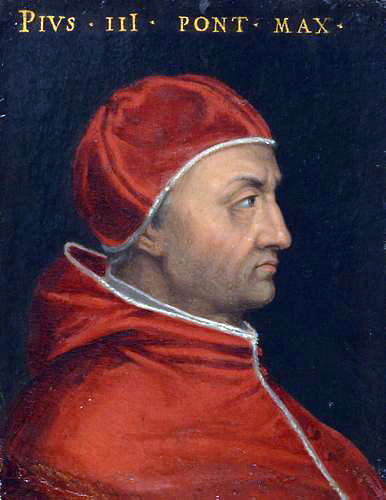
Papa Pio III (1503)
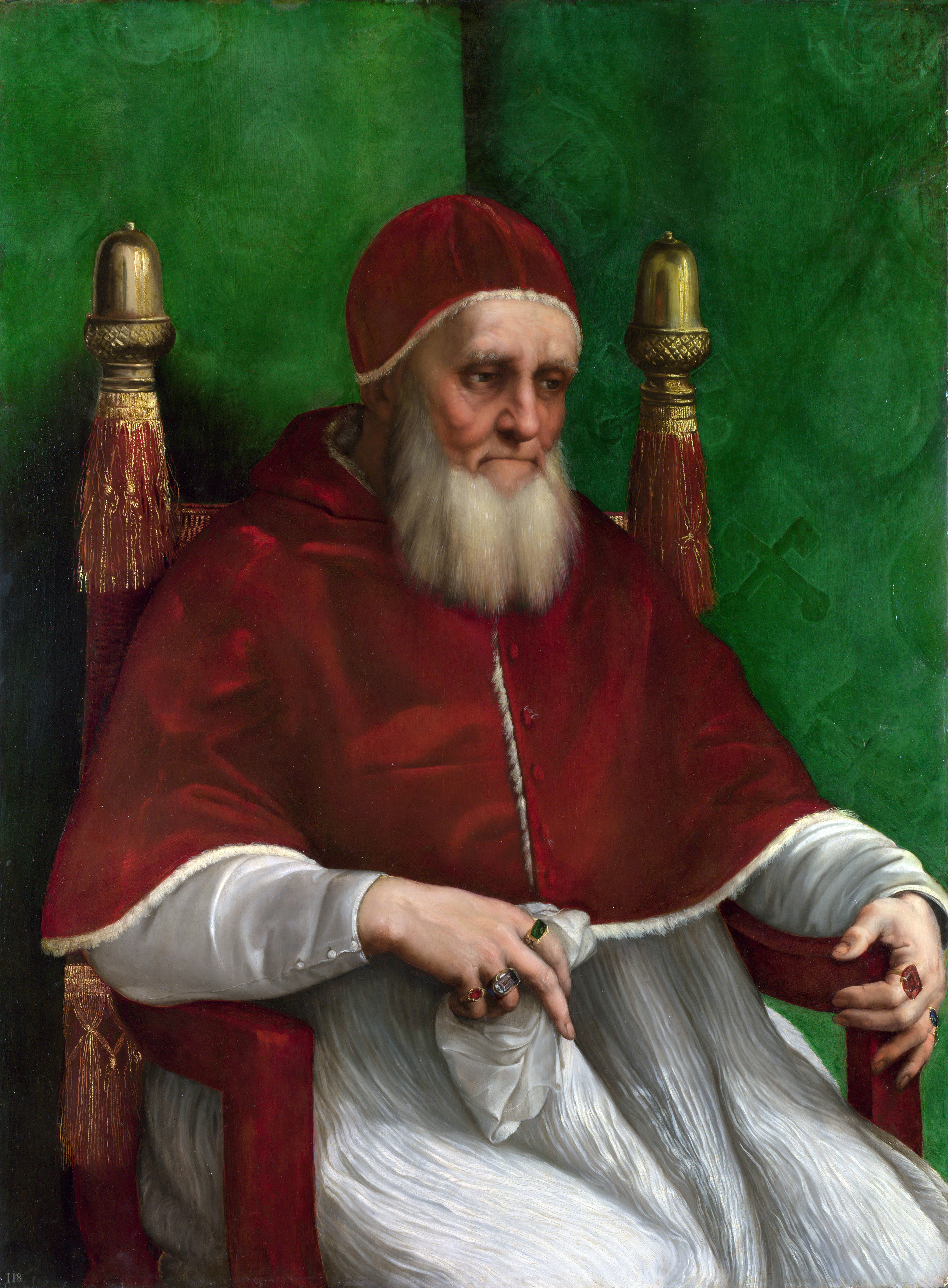
Papa Júlio II (1503-1513)
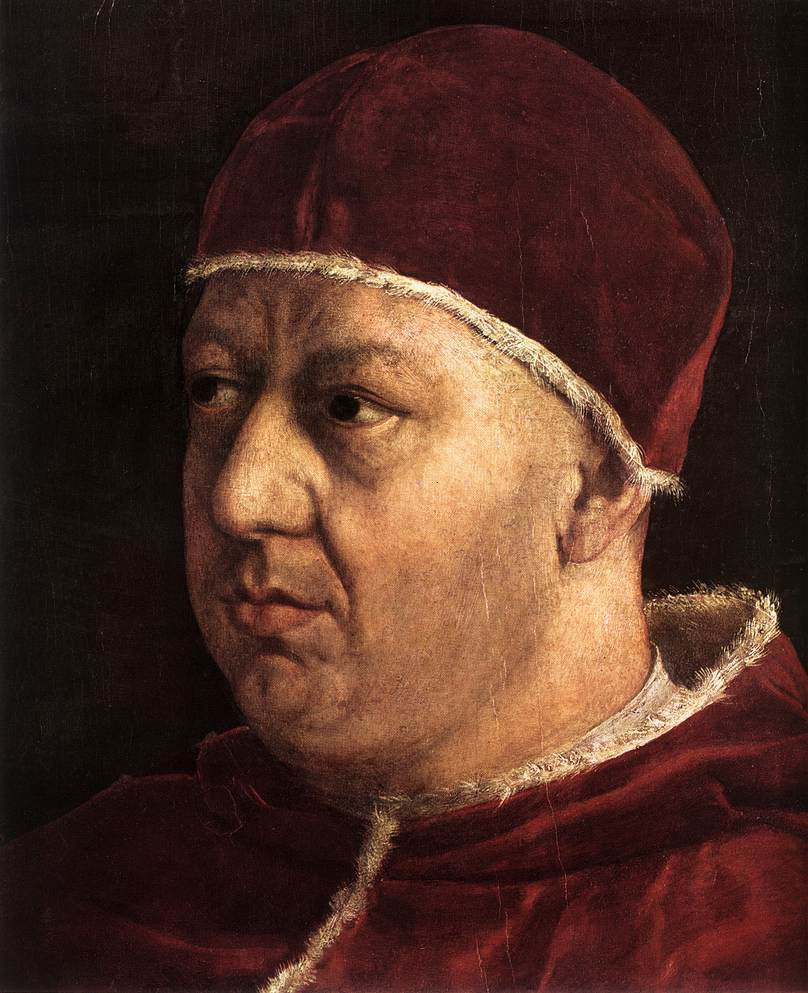
Papa Leão X (1513-1521)
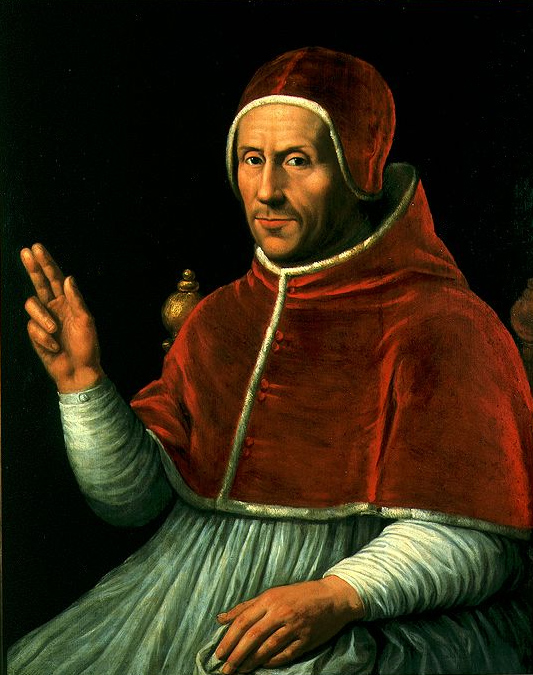
Papa Adriano VI (1522-1523)
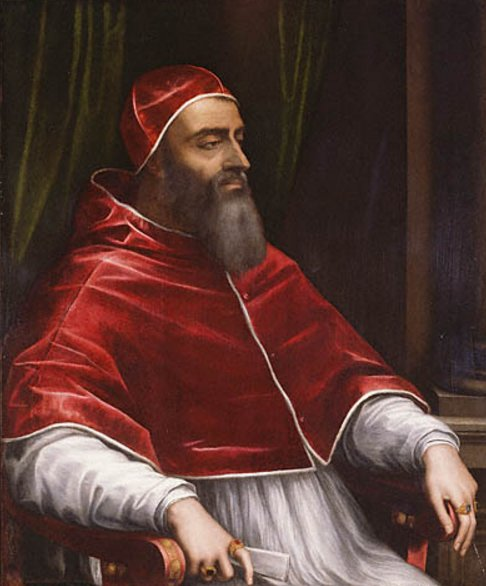
Papa Clemente VII (1523-1534)

## História
Em 1420, o papado retornou a Roma com Martinho V. Os papas do Renascimento participaram dos avanços temporais dos Estados Pontifícios e da política italiana, sendo que o papa se tornou um dos mais importantes governantes da Itália secular, assinando tratados com outros soberanos e por vezes, participando de guerras. Na prática, porém, a maior parte do território dos Estados Pontifícios ainda era apenas nominalmente controlado pelo Papa com grande parte do território sendo governado por príncipes de menor importância, demorando até o século XVI para que o Papa tivesse um verdadeiro controle sobre todos os seus territórios.
Os papas deste período reforçaram e ampliaram as antigas reivindicações de propriedades territoriais do papado, e muitas vezes, também praticaram o nepotismo. Embora antes do Grande Cisma do Ocidente o papado tivesse derivado grande parte de sua receita do seu papel espiritual, no Renascimento, os Papas eram financeiramente dependentes da receita dos Estados Pontifícios. Com os grandes gastos em matéria de guerra e de projetos de construção, muitas vezes os papas utilizavam receitas simoníacas provenientes da venda de indulgências e de ofícios burocráticos e eclesiásticos.
Os papas deste período se tornaram monarcas absolutos, mas ao contrário dos seus pares europeus, eles não eram hereditários, de modo que, quando um papa desejava promover os interesses de sua família, fazia-o através de nepotismo, tanto que a palavra nepotismo, originalmente se referia especificamente à prática de criação de cardeais-sobrinhos, quando apareceu no idioma inglês acerca de 1669. De acordo com o historiador Eamon Duffy, "o resultado inevitável de tudo isso" foi uma forte ligação familiar entre os papas e os cardeais. O Papa Júlio II foi apelidado de "papa guerreiro", por sua atuação bélica, Julio II continuou a consolidação do poder dos Estados Papais e continuou o processo de reconstrução de Roma fisicamente. O projeto mais importante entre muitos, foi a reconstrução da Basílica de São Pedro.
O papado renascentista é normalmente associado tanto na cultura popular quanto por diversos historiadores; a corrupção e a degradação moral. Por exemplo, vários desses papas tiveram amantes e filhos e por vezes, estavam engajados em intrigas ou mesmo assassinatos, como Alexandre VI, que teve quatro filhos reconhecidos, nomeadamente Cesare Borgia e Lucrezia Borgia.
Normalmente o fim do papado renascentista é marcado pelo Saque de Roma de 1527, quando os exércitos do imperador Carlos V venceram os da Liga de Cognac (França, Milão, Veneza, Florença e Estados Pontifícios), não havia fundos disponíveis para pagar os soldados, assim as tropas imperiais se amotinaram e se rebeleram, e se dirigiram a Roma, onde a saquearam por um mês, o Papa Clemente VII fugiu para o Castelo de Santo Ângelo, sendo que os soldados mataram em torno de 12 mil pessoas, arruinaram as instituições da cidade, e como a maioria das tropas era luterana houve um enorme vandalismo em locais religiosos, como a destruição de relíquias, tesouros de arte, objetos artesanais, igrejas, e etc, alguns soldados chegaram a gritar "Vivat pontifex Lutherus!" (Viva o papa Lutero!).

## Arte e arquitetura
Como os papas tinham se instalado em Avinhão ou se dividiram pelo cisma desde 1309, Roma permaneceu com arquitetura subdesenvolvida, numa perspectiva utilitária e artística. De acordo com Duffy, até então, Roma não possuía desenvolvimento indústrial e comercial, mais apenas gozava de uma importante função religiosa, dessa maneira o patrocínio das artes e da arquitetura poderia aumentar o prestígio de Roma, e seguia em geral as preferências pessoais individuais dos papas. Leão X é conhecido por seu patrocínio de Rafael Sanzio, cujas pinturas desempenharam um grande papel na redecoração do Vaticano. O Papa Sisto IV deu início a um grande esforço de redesenhar e reconstruir Roma, alargando as ruas e destruindo as ruínas em desintegração, o comissionamento da Capela Sistina, e chamando muitos artistas de outras cidades-estado italianas. O Papa Nicolau V fundou a Biblioteca do Vaticano.

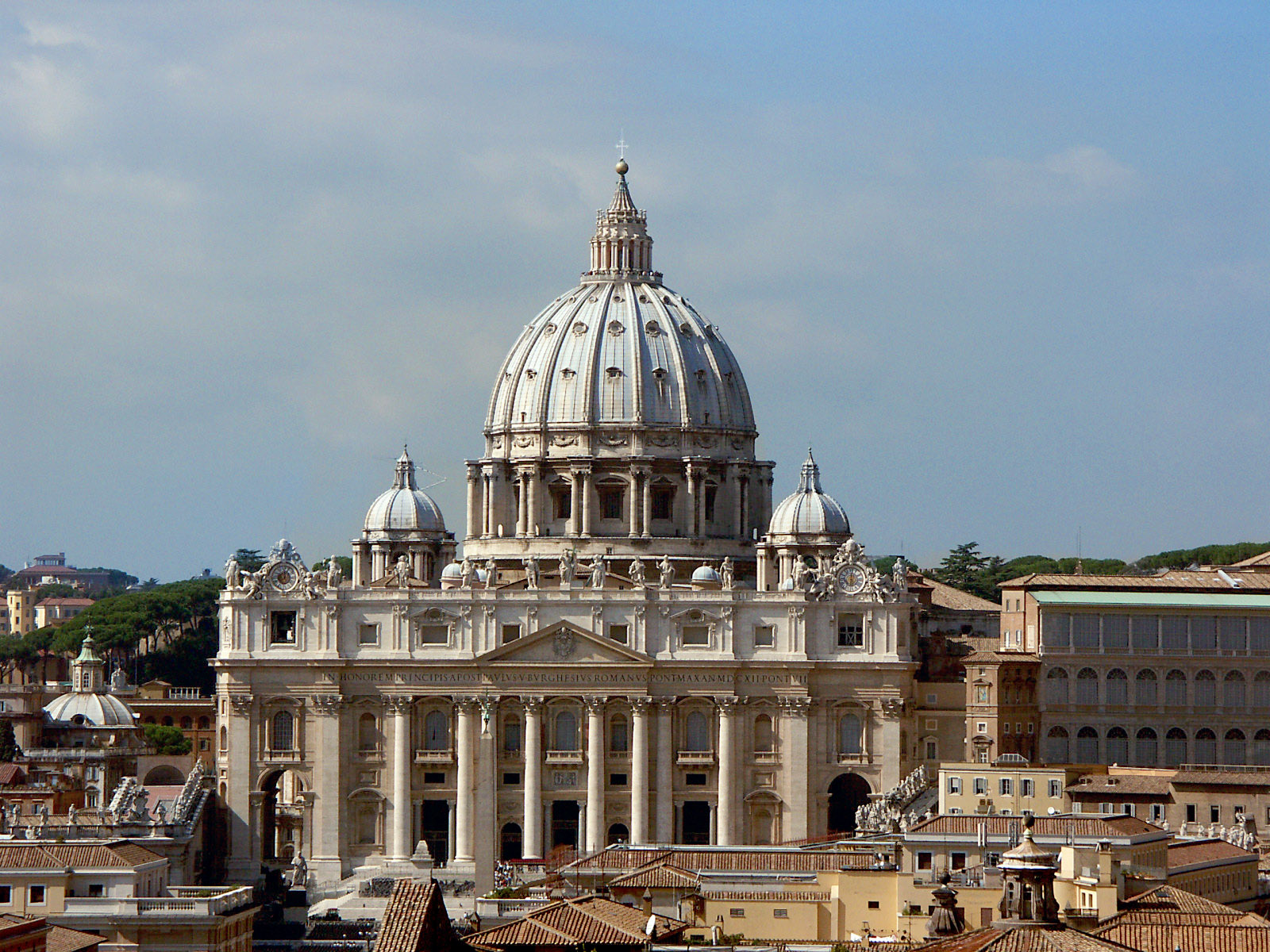
A reconstrução da Basílica de São Pedro começou em 1506
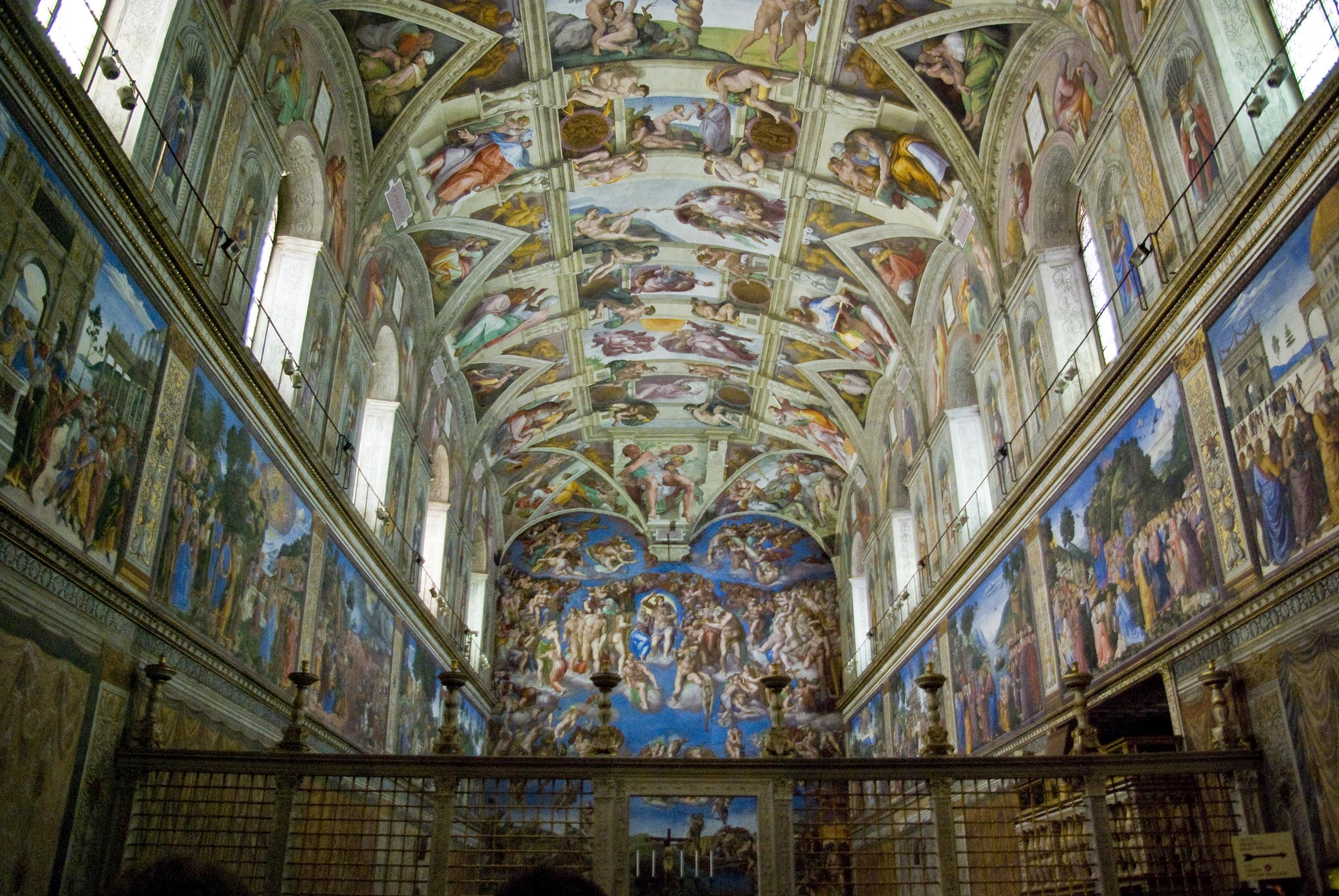
Capela Sistina pintada entre 1481 e 1512.
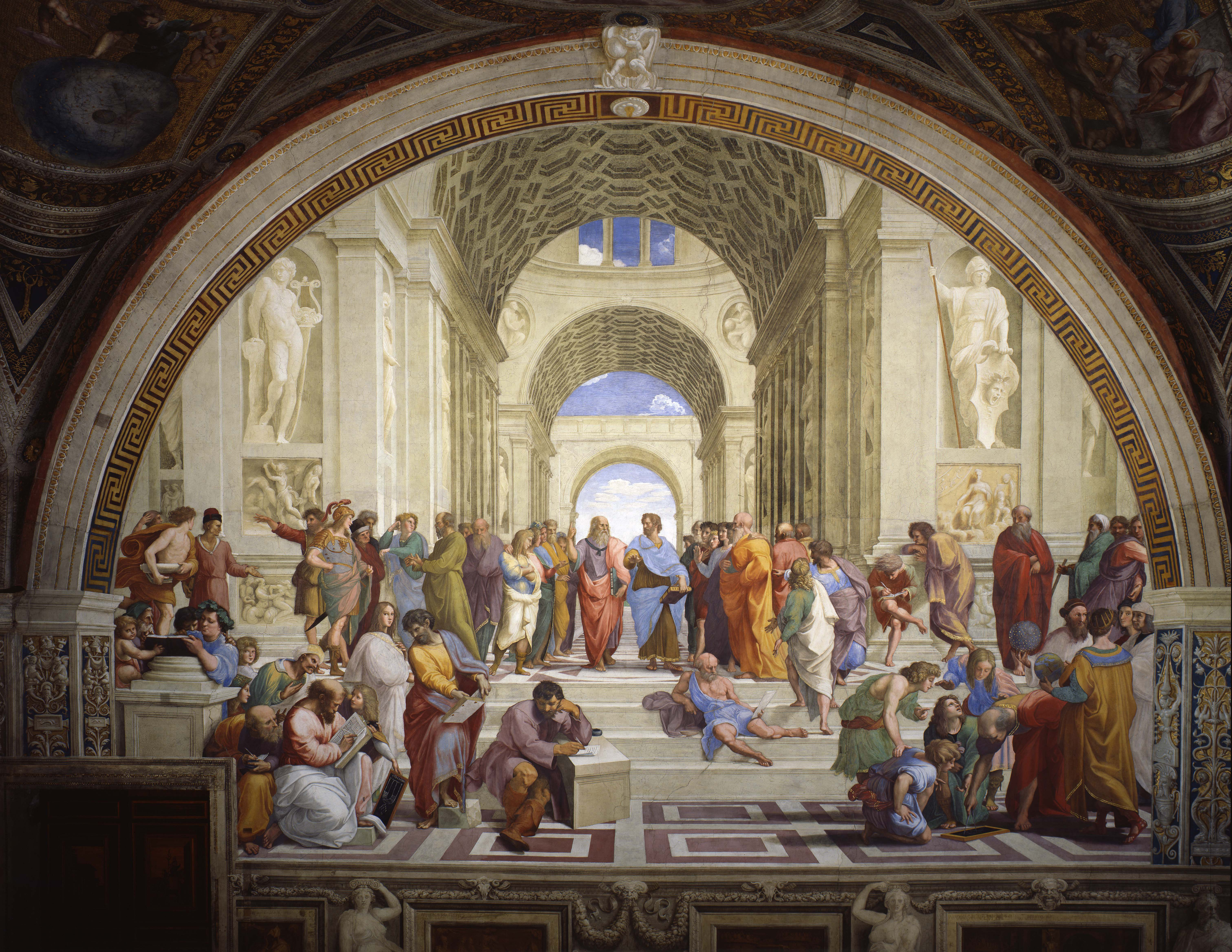
A Escola de Atenas
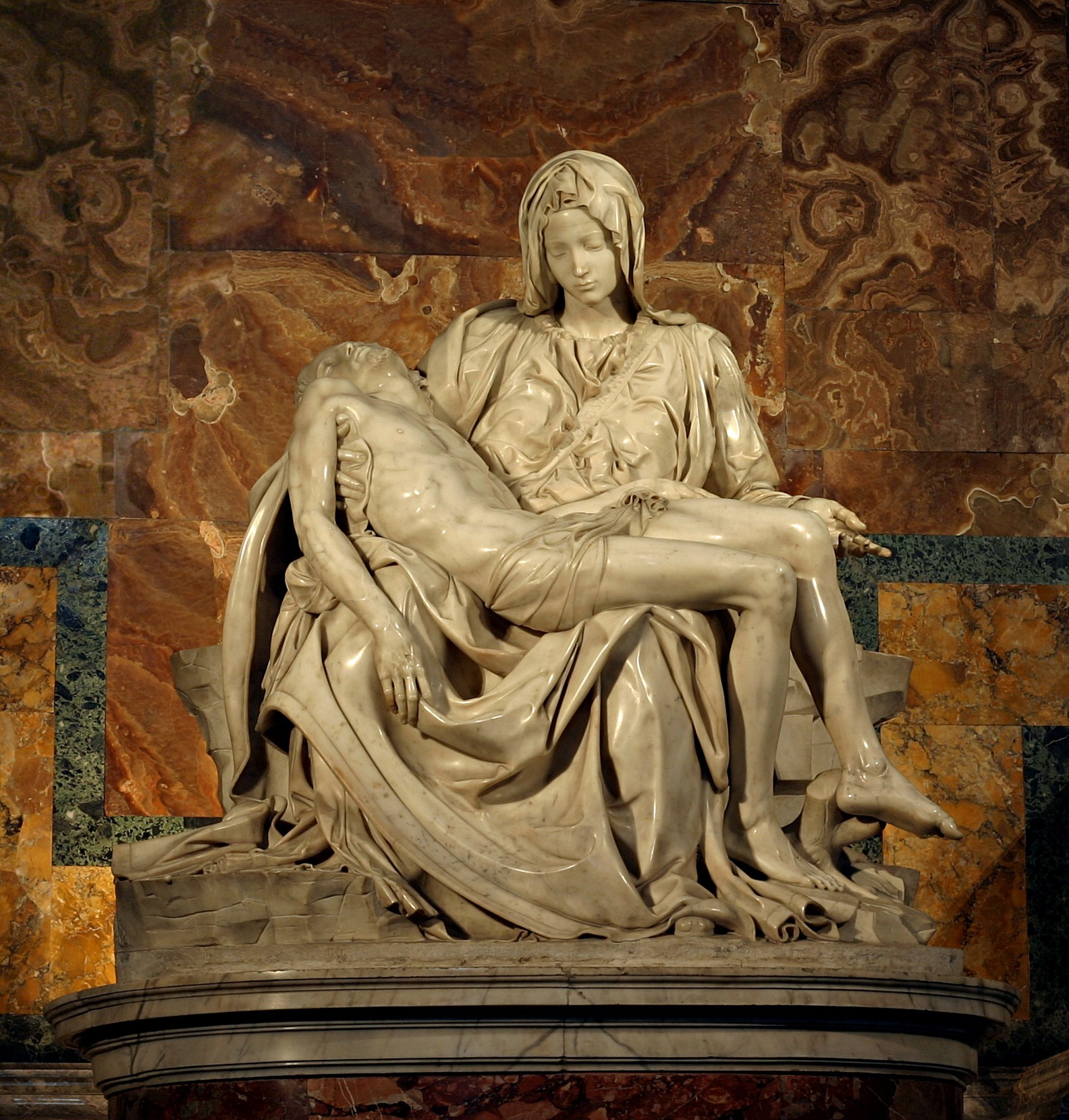
Michelangelo's Pietà, completada em 1499
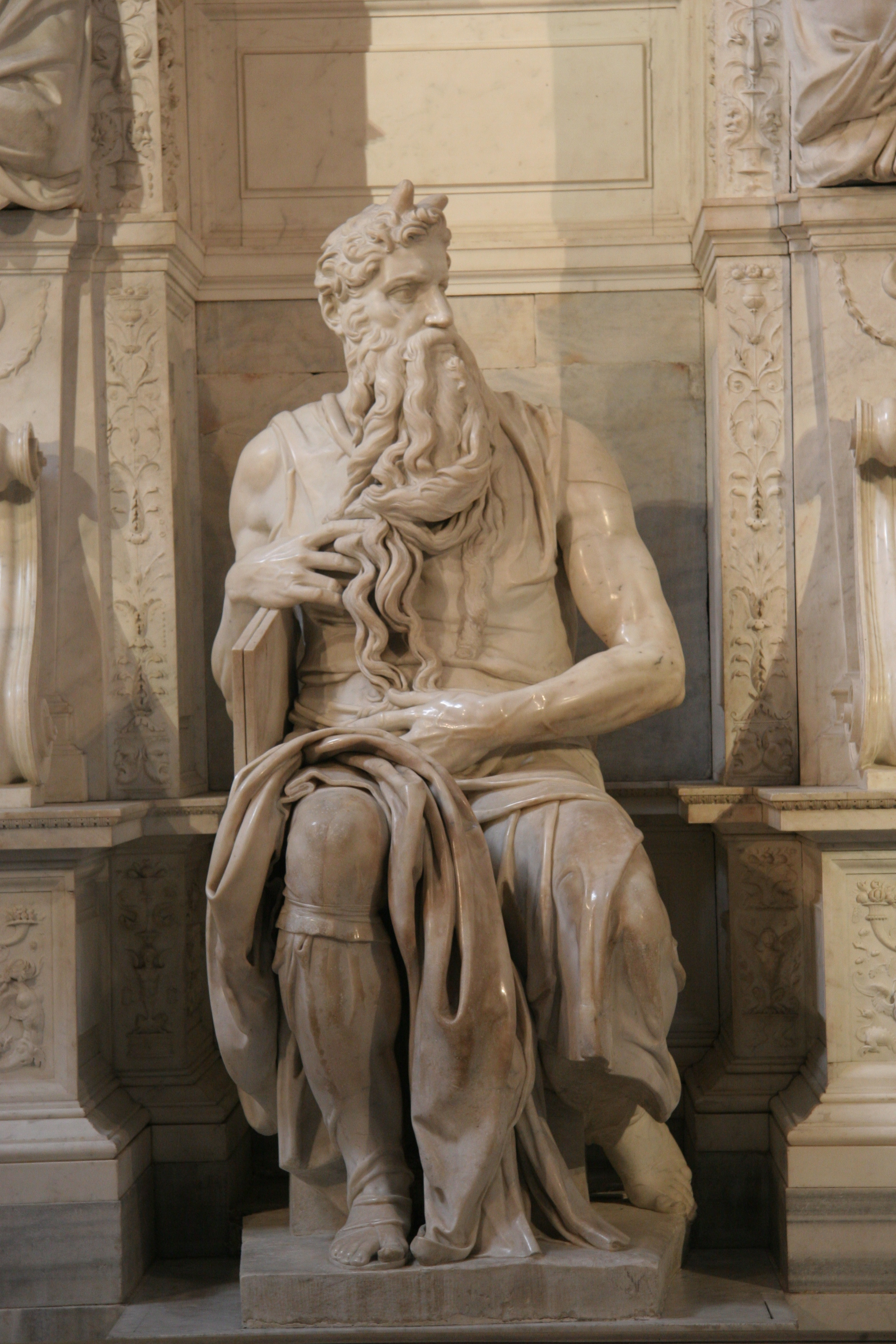
Júlio II encomendou Moisés de Michelangelo para o seu túmulo.

## Teologia

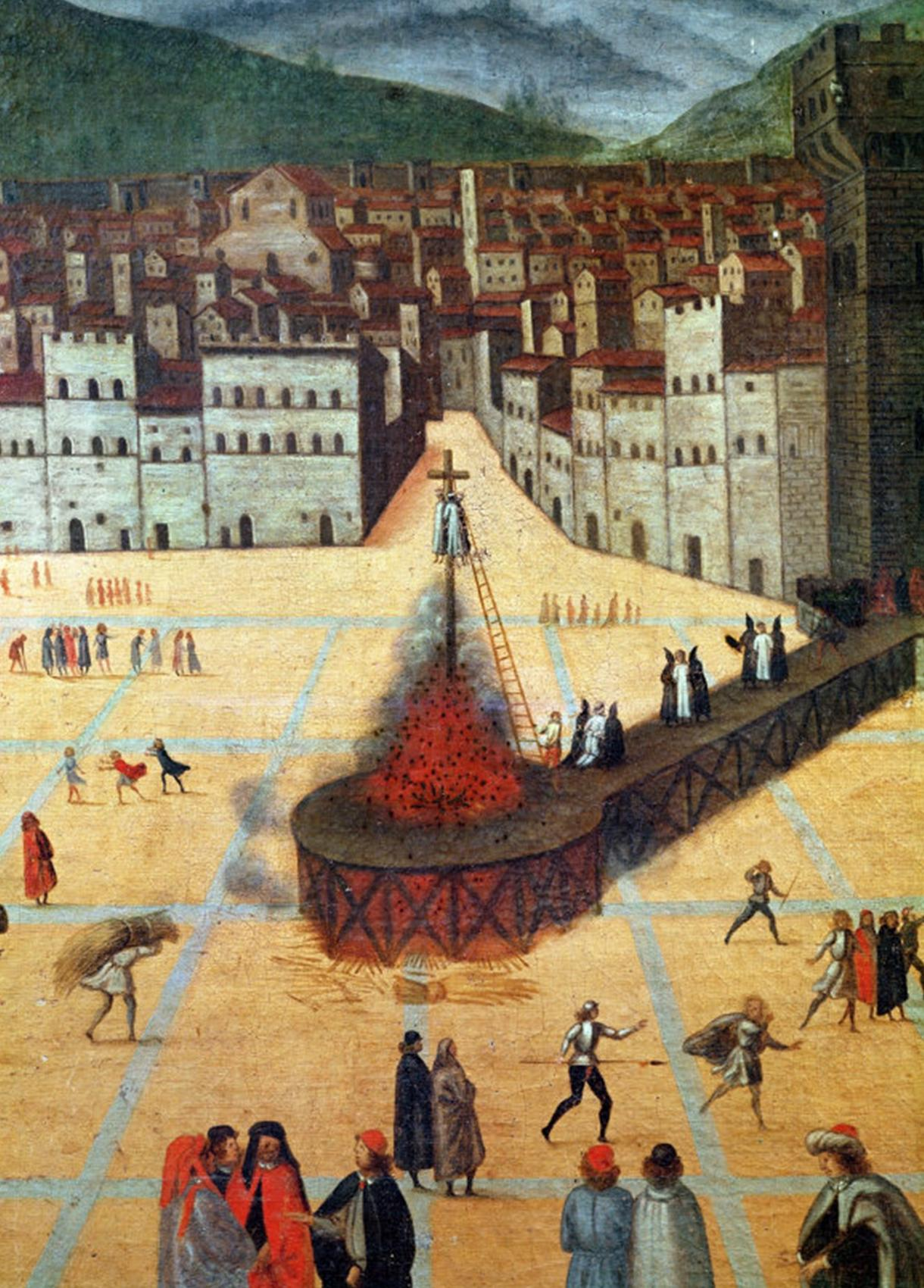
A execução de Savonarola.

Os dois principais movimentos heréticos reprimidos durante este período foram os Lollardos de John Wycliffe e os Hussitas de Jan Hus. A Inquisição para lidar com as heresias, nesse período manteve-se praticamente inalterada desde o século XIII. Críticos das práticas do papado, como Savonarola em Florença, foram excomungados, no entanto, outros críticos como Erasmo de Roterdã, que continuavam comprometidos com a reforma, em vez de cisma, foram tratados de forma mais favorável.
Este foi um período de declínio da religiosidade entre os papas. Embora Adriano VI celebrasse missa todos os dias durante o ano em que foi papa, não há evidências de que seus dois antecessores, Júlio II e Leão X celebrassem missa sempre. Embora Leão X por exemplo, tenha sido pródigo em caridade, auxiliando asilos, hospitais, conventos, soldados feridos, peregrinos, estudantes pobres, exilados, aleijados, doentes e outras pessoas, distribuindo mais de 6.000 ducados anualmente em esmolas.
As reformas do Concílio de Constança foram pouco visionárias e ineficazes. O Conciliarismo, um movimento que pretendia que a autoridade dos concílios ecumênicos se sobrepusesse sobre a dos papas também foi derrotado após o conturbado Concílio de Basileia-Ferrara-Florença, apesar de vitórias locais na França (Pragmática sanção de Bourges); a supremacia papal foi mantida e reforçada. O papel do Colégio dos Cardeais nas decisões teológicas e temporais também diminuiram durante este período.
Duffy argumenta que os abusos dessa época, tais como a venda de indulgências, conjuntamente com diferenças teológicas preexistentes, necessitavam urgentemente de uma reforma, que culminiou na Reforma Protestante. Leão X e Adriano VI "não conseguiram compreender totalmente a gravidade" do apoio de Martinho Lutero na Alemanha, e suas respostas ao aumento do protestantismo foram ineficazes.

## Ligações Externas
- O Papado durante o Renascimento no Metropolitan Museum of Art (em inglês)